# Kajal
Kajal (Hongaars: Nemeskajal) is een gemeente in het district Galanta in Slowakije. Met een in meerderheid Hongaarse bevolking.
In 2011 had de gemeente 1499 inwoners, 891 Hongaren en 496 Slowaken.
De gemeente behoort tot het kerngebied waar de Hongaarse minderheid in Slowakije woont.